# وجود الهيموغلوبين الحر في الدم
الهيموغلوبينميا (بالإنجليزية: Hemoglobinemia)‏ (بالبريطانية: Haemoglobinaemia) هو حالة طبية توجد فيها زيادة لخضاب الدم (الهيموغلوبين) في بلازما الدم. ويحدث هذا نتيجة انحلال الدم داخل الأوعية الدموية مما يؤدي لفصل خضاب الدم من خلايا الدم الحمراء، وهو نوع من فقر الدم. ويمكن أن يحدث الهيموغلوبينميا بسبب عوامل داخلية أو خارجية. وعندما يحدث الهيموغلوبينميا بسبب داخلي فإن ذلك يكون نتيجة لعيوب وراثية متنحية تتسبب في انحلال خلايا الدم الحمراء مما يجعل الهيموجلوبين ينسكب خارج الخلية في بلازما الدم. وفي الهيموغلوبينميا الذي يحدث بسبب عوامل خارجية فإن المهاجم الخارجي يعمل بمثابة جسم مضاد ضد خلايا الدم الحمراء، وهذا يمكن أن يتسبب في تدمير الخلايا ويحرر منها خضاب الدم.

## الأسباب
توجد العديد من الأسباب التي تؤدي إلى حدوث الهيموغلوبينميا نذكر منها:
- التدخين (يؤدي إلى انخفاض مستويات الأكسجين في الدم).
- العيش في المرتفعات الشاهقة (يزداد إنتاج خلايا الدم الحمراء بشكل طبيعي لتعويض نقص الإمداد بالأكسجين).
- تتضمن الاضطرابات أو العوامل التي قد تسبب ارتفاع مستوى الهيموغلوبين ما يلي:
- الأمراض الرئوية.
- الأمراض القلبية.
- داء الانسداد الرئوي المزمن
- التجفاف.
- النفاخ الرئوي.
- قصور القلب.
- سرطان الكلية.
- سرطان الكبد.
- مختلف أنواع الأمراض القلبية.
- مختلف أنواع الأمراض الرئوية.
- كثرة الحمر الحقيقية، ينتج الجسم المصاب بهذا الاضطراب الكثير من خلايا الدم الحمراء، ويسبب الصداع والتعب وضيق التنفس.[3][4]

## التشخيص

### مستويات الهيموغلوبين الطبيعية
تتعلق مستويات الهيموغلوبين الطبيعية بعمر الشخص وجنسه. قد تختلف المستويات أيضًا بحسب طريقة القياس التي يختارها الطبيب. يقيس اختبار الهيموغلوبين كمية الهيموغلوبين الموجود في الدم. تشير مستويات الهيموغلوبين المنخفضة إلى انخفاض تعداد خلايا الدم الحمراء أو ما يعرف بفقر الدم. تشير مستويات الهيموغلوبين المرتفعة إلى وجود الهيموغلوبين الحر في الدم.
المعدل الطبيعي للهيموغلوبين هو:
- معدل الهيموغلوبين الطبيعي لدى الرجال هو 13,5 إلى 17,5 غرام /ديسيلتر. الحدان الأدنى والأعلى للمجال المقبول هما 13.5 و18 غرام / ديسيلتر.
- معدل الهيموغلوبين الطبيعي لدى النساء هو 12.0 إلى 15.5 غرام /ديسيلتر. الحدان الأدنى والأعلى للمجال المقبول هما 12 و16 غرام/ ديسيلتر.[5]

## المعالجة
يندر حدوث الهيموغلوبينيما، وتعالج من خلال معالجة المرض الأساسي الذي أدى لحدوثها. تحتاج معالجة الهيموغلوبينيما إلى استشارة الطبيب ليتمكن من تشخيص المرض الأساسي واختيار الخطة العلاجية المناسبة وخفض مستويات الهيموغلوبين إلى معدلاتها الطبيعية.